# Potentilla pringlei
Potentilla pringlei är en rosväxtart som beskrevs av S. Wats.. Potentilla pringlei ingår i Fingerörtssläktet som ingår i familjen rosväxter. Inga underarter finns listade i Catalogue of Life.